# Mohamed Bazoum
Mohamed Bazoum (Bilabrin, 1 de enero de 1960) es un estadista y político nigerino que se desempeñó como presidente de Níger entre 2021 a 2023 tras la segunda vuelta de las elecciones presidenciales celebradas en febrero de 2021. Fue derrocado en el golpe de Estado en Níger de 2023 por miembros de la guardia presidencial y de las fuerzas armadas lideradas por Abdourahamane Tchiani. 
Antes de ser presidente, se desempeñó como presidente del Partido Nigerino para la Democracia y el Socialismo, antiguo partido en el poder en Níger. De 2016 a junio de 2020 fue ministro de Interior, Seguridad Pública, Descentralización y Asuntos Consuetudinarios y Religiosos. También fue ministro de Exteriores de 1995 a 1996 y de 2011 a 2015. Ambos cargos bajo el mandato de Mahamadou Issoufou a quien sustituyó como presidente en abril de 2021.

## Biografía

### Primeros años
Mohamed Bazoum es un árabe del grupo de Oulad Souleymane,  es el menor de seis hermanos y dos hermanas. Nació en 1960 en N'Gourti, en la región suroriental de Diffa, en el seno de una tribu nómada de lengua árabe con ramificaciones en Libia y en Chad. Es un musulmán sunita.
Estudió primaria en Tesker, posteriormente en la escuela de Maïné-Soroa y después en la de Gouré de 1971 a 1975. Realizó el bachillerato en la escuela Amadou Kouran Daga en Zinder de 1975 a 1979 año en que ingresó en la Universidad de Dakar en la Facultad de Letras y Ciencias Humanas del Departamento de Filosofía. Tiene una maestría en filosofía política y moral y un diploma de estudios avanzados (DEA), opciones de lógica y epistemología.

### Sindicalismo y política
Después de la vida estudiantil, se involucró en el sindicalismo en el SNEN (Sindicato Nacional de Maestros de Níger) antes de unirse a la Junta Ejecutiva de USTN (Unión Sindical de Trabajadores de Níger). También fue profesor de filosofía en Tahoua y Maradi entre 1984 y 1991. En 1991, representó a la USTN en la Conferencia Nacional. 
Es miembro fundador del Partido Nigeriano para la Democracia y el Socialismo (PNDS-Tarayya) creado en diciembre de 1990. Fue presidente del Comité Ejecutivo Nacional (CEN) de este partido tras el en 2011 de Mahamadou Issoufou a la magistratura suprema de Níger.
En enero de 1998, el presidente Ibrahim Baré Maïnassara denunció un complot para asesinarlo y se acusó a varios miembros de la oposición política, entre ellos Hama Amadou y Mahamadou Issoufou. Bazoum, la mano derecha de Issoufou, fue arrestado.
Cuatro veces electo diputado (1993, 2004, 2011 y 2016) por la circunscripción especial de Tesker (Zinder) y varias veces vicepresidente de la Asamblea Nacional y presidente del grupo parlamentario PNDS-Tarayya, también fue miembro del parlamento de transición de 2010 a 2011. Mohamed Bazoum también fue secretario de Estado del ministro de Relaciones Exteriores y Cooperación a cargo de la cooperación de 1991 a 1993 durante la transición democrática posterior a la conferencia nacional.
Formó parte del grupo de catorce diputados que presentó la moción de censura que provocó la caída del gobierno de Hama Amadou.
Bazoum fue ministro de Relaciones Exteriores de 1995 a 1996 y de 2011 a 2015. Entre 2015 y 2016, fue ministro de Estado de la Presidencia, donde su principal tarea fue organizar la reelección del presidente Issoufou.
De abril de 2016 a junio de 2020 fue ministro de Estado, ministro del Interior, Seguridad Pública, Descentralización y Asuntos Consuetudinarios y Religiosos.
El 31 de marzo de 2019 anunció que era el candidato del PNDS Tarayya para las elecciones presidenciales de Níger de 2020 para suceder al presidente Mahamadou Issoufou, que no podía postularse para un tercer mandato de acuerdo con la constitución. En junio de 2020, Bazoum renunció al gobierno para dedicarse a la campaña electoral y fue reemplazado por Alkache Alhada.
En octubre de 2020, Sani Mahamadou Issoufou, hijo del presidente Issoufou, fue nombrado director de campaña de Bazoum.

## Presidencia de Níger (2021-2023)
En la primera vuelta de las elecciones generales del 27 de diciembre de 2020, Mohamed Bazoum obtuvo el 39,3% de las boletas frente al casi 17% de Mahamane Ousmane, antiguo presidente de la nación en la década de 1990. El 24 de febrero de 2021 fue designado presidente electo de Níger al imponerse en la segunda vuelta electoral con el 55,7 % de los votos. La oposición calificó el resultado de "atraco electoral" y cientos de manifestantes salieron a la calle. Su oponente Mahamane Ousmane logró el 44.2 % de los votos. La oposición denunció fraude electoral.Como miembro de alto rango del gobierno de Níger, Bazoum fue nombrado sucesor de Issoufou, cuyo mandato era limitado, como candidato presidencial del PNDS en las elecciones generales de Níger de 2020-21 . La campaña presidencial de Bazoum se centró en ideas como resolver los problemas demográficos dentro de Níger limitando el tamaño de la familia y aumentando la alfabetización y la igualdad de género mediante una mayor educación para las niñas.  Bazoum también ha prometido atacar la insurgencia del ISIS en Níger, ayudando al país vecino de Malí en el proceso, reforzar la defensa y la seguridad de Níger y abordar la corrupción en el país. Bazoum no ganó la primera vuelta de las elecciones, celebrada el 27 de diciembre de 2020, obteniendo sólo el 39,30% de los votos.  Sin embargo, ganó la segunda vuelta de las elecciones de febrero de 2021 con el 55,67% de los votos y prestó juramento como presidente el 2 de abril, confirmándose su victoria el 21 de marzo.Asumió la presidencia el 2 de abril de 2021, luego de que su ceremonia de investidura se adelantara tras un intento de golpe de Estado.
En diciembre de 2022, Mohamed Bazoum fue nombrado actual presidente de la Unión Económica y Monetaria de África Occidental (UEMOA), durante la 23ª cumbre ordinaria de jefes de Estado y de Gobierno de la organización en Abiyán.

#### Derrocamiento
El 26 de julio de 2023, soldados de la Guardia Presidencial comandada por el general Abdourahamane Tchiani bloquearon el palacio presidencial para deponer a Bazoum. El golpe fue condenado por la Unión Africana y la Comunidad Económica de los Estados de África Occidental (CEDEAO).  La CEDEAO dijo a los conspiradores que liberaran a Bazoum inmediatamente.  Posteriormente, Bazoum fue depuesto al final del día, y el coronel mayor  Amadou Abdramane apareció en la televisión estatal para afirmar que el presidente había sido destituido del poder   y estaba siendo reemplazado por una junta militar que se autodenominaba el Consejo Nacional para la Salvaguardia de la Patria,  cuyo liderazgo fue reivindicado por el general Tchiani el 28 de julio. Fuentes cercanas a Bazoum dijeron que había decidido la destitución de Tchiani en una reunión de gabinete antes del golpe, el 24 de julio, ya que, según informes, sus relaciones se habían vuelto tensas.  En su discurso a la nación, Tchiani acusó a Bazoum de intentar encubrir los problemas políticos, socioeconómicos y de seguridad del país.   

## Postpresidencia
El 27 de julio, Bazoum tuiteó que los nigerinos que aman la democracia se encargarán de que "se salvaguarden los logros obtenidos con tanto esfuerzo", indicando su negativa a dimitir del cargo. Su ministro de Relaciones Exteriores, Hassoumi Massaoudou, insistió en que el "poder legal y legítimo" del país sigue siendo del presidente y reiteró que Bazoum está en buenas condiciones.
El 31 de julio, el presidente de Chad, Mahamat Déby, publicó fotos de él reunido con un sonriente Bazoum, en su primera aparición desde el golpe de Estado.
En un artículo de opinión en The Washington Post, Bazoum expresó que escribía "como un rehén" y pidió a Estados Unidos y a "toda la comunidad internacional" que ayuden a "restaurar (...) orden constitucional", advirtiendo que la región podría "caer aún más bajo la influencia rusa".
Una declaración del partido político de Bazoum, el Partido Nigerino para la Democracia y el Socialismo, dijo que él y su familia habían estado sin electricidad y agua corriente durante una semana, y que solo les quedaban alimentos secos y enlatados para comer.
El 30 de noviembre de 2023, la familia de Mohamed Bazoum afirmó que ya no habían estado en contacto con él desde el 18 de octubre de 2023 y denunció "detenciones y registros abusivos" contra algunos de ellos.
El 10 de diciembre, la CEDEAO organizó una cumbre en la que los Estados miembros prometieron levantar las sanciones impuestas a Níger si la junta liberaba Bazoum. El gobierno militar rechazó la oferta y declaró que Bazoum no sería liberado.  El 15 de diciembre, el Tribunal de Justicia de la CEDEAO ordenó la liberación y la restitución de Bazoum como presidente de Níger.
En junio de 2024, el Tribunal Supremo de Níger levantó la inmunidad de Mohamed Bazoum, acusado de alta traición, delito punible con la muerte en Níger, y otros presuntos delitos. Mohamed Bazoum se niega a firmar su dimisión y permanece encarcelado con su esposa por la junta nigerina, en su residencia presidencial.

## Condecoraciones
- Gran oficial de la Legión de Honor francesa por su compromiso de cooperación y su amistad con Francia.